# Lys-Haut-Layon
Lys-Haut-Layon [lis o lɛjɔ̃]  est une commune nouvelle française située dans le département de Maine-et-Loire, en région Pays de la Loire, créée le 1er janvier 2016. Elle est issue de la fusion de plusieurs communes de l'ancienne communauté de communes du Vihiersois-Haut-Layon.

## Géographie

### Localisation
Le chef-lieu de la commune nouvelle, Vihiers, se situe au sud du département de Maine-et-Loire.

### Climat
Pour des articles plus généraux, voir Climat des Pays de la Loire et Climat de Maine-et-Loire.
En 2010, le climat de la commune est de type climat océanique altéré, selon une étude du CNRS s'appuyant sur une série de données couvrant la période 1971-2000. En 2020, Météo-France publie une typologie des climats de la France métropolitaine dans laquelle la commune est exposée à un climat océanique et est dans la région climatique  Moyenne vallée de la Loire, caractérisée par une bonne insolation (1 850 h/an) et un été peu pluvieux. 
Pour la période 1971-2000, la température annuelle moyenne est de 11,7 °C, avec une amplitude thermique annuelle de 14,3 °C. Le cumul annuel moyen de précipitations est de 702 mm, avec 11,7 jours de précipitations en janvier et 6,4 jours en juillet. Pour la période 1991-2020, la température moyenne annuelle observée sur la station météorologique de Météo-France la plus proche, « Martigne-briand », dans la commune de Terranjou à 15 km à vol d'oiseau, est de 12,6 °C et le cumul annuel moyen de précipitations est de 617,0 mm,. Pour l'avenir, les paramètres climatiques de la commune estimés pour 2050 selon différents scénarios d'émission de gaz à effet de serre sont consultables sur un site dédié publié par Météo-France en novembre 2022.

## Urbanisme

### Typologie
Au 1er janvier 2024, Lys-Haut-Layon est catégorisée commune rurale à habitat dispersé, selon la nouvelle grille communale de densité à sept niveaux définie par l'Insee en 2022.
Elle appartient à l'unité urbaine de Lys-Haut-Layon, une unité urbaine monocommunale constituant une ville isolée,. La commune est en outre hors attraction des villes,.

## Toponymie
La nouvelle commune porte les noms du Layon, rivière tributaire de la Loire, et de son affluent de rive gauche, le Lys.

## Histoire
La commune nouvelle de Lys-Haut-Layon naît le 1er janvier 2016 de la fusion de sept des douze communes de la communauté de communes du Vihiersois-Haut-Layon : Les Cerqueux-sous-Passavant, La Fosse-de-Tigné, Nueil-sur-Layon, Tancoigné, Tigné, Trémont et Vihiers, auxquelles s'ajoutent les anciennes communes associées de Vihiers, Saint-Hilaire-du-Bois et Le Voide. Cette commune nouvelle, dont la création est officialisée par l'arrêté préfectoral du 18 décembre 2015, a la particularité d’accorder aux deux communes associées composant l'ancienne commune de Vihiers le statut de commune déléguée, à rang égal avec les autres communes fondatrices.

## Politique et administration

### Administration municipale
| Période        | Période                   | Identité        | Étiquette | Qualité                                                                                            |
| -------------- | ------------------------- | --------------- | --------- | -------------------------------------------------------------------------------------------------- |
| 7 janvier 2016 | 28 mai 2020               | Philippe Algoët | DVD       | Médecin généraliste Vice-président de l'Agglomération du Choletais                                 |
| 28 mai 2020    | En cours (au 29 mai 2020) | Médérick Thomas | DVD       | Agriculteur bio Vice-président de Cholet Agglomération Ancien maire délégué de Tigné (2017 → 2020) |

Jusqu'aux élections municipales de 2020, le conseil municipal de la nouvelle commune était constitué de l'ensemble des conseillers municipaux des anciennes communes.

### Communes déléguées
| Nom                         | Code Insee | Intercommunalité            | Superficie (km2) | Population (dernière pop. légale) | Densité (hab./km2) |
| --------------------------- | ---------- | --------------------------- | ---------------- | --------------------------------- | ------------------ |
| Vihiers (siège)             | 49373      | CC du Vihiersois Haut-Layon | 59,70            | 2 323 (2014)                      | 39                 |
| Les Cerqueux-sous-Passavant | 49059      | CC du Vihiersois Haut-Layon | 23,24            | 520 (2013)                        | 22                 |
| La Fosse-de-Tigné           | 49142      | CC du Vihiersois Haut-Layon | 5,54             | 231 (2013)                        | 42                 |
| Nueil-sur-Layon             | 49232      | CC du Vihiersois Haut-Layon | 61,23            | 1 336 (2013)                      | 22                 |
| Saint-Hilaire-du-Bois       | 49286      | CC du Vihiersois Haut-Layon | 33,51            | 1 397 (2014)                      | 42                 |
| Tancoigné                   | 49342      | CC du Vihiersois Haut-Layon | 4,25             | 348 (2013)                        | 82                 |
| Tigné                       | 49348      | CC du Vihiersois Haut-Layon | 16,78            | 770 (2013)                        | 46                 |
| Trémont                     | 49356      | CC du Vihiersois Haut-Layon | 8,10             | 387 (2013)                        | 48                 |
| Le Voide                    | 49379      | CC du Vihiersois Haut-Layon | 23,18            | 685 (2014)                        | 30                 |

Note: les communes déléguées de Saint-Hilaire-du-Bois et Le Voide (bien qu'ayant continué à exister depuis 1974 en tant que communes associées avec Vihiers) n'ont pas de population légale définie, et leur superficie n'est plus estimée. Ci-dessus, leur population et leur superficie sont comptées dans celles de Vihiers.

### Intercommunalité
La commune de Lys-Haut-Layon, dans le cadre de la loi NOTRe (nouvelle organisation territoriale de la République) et du schéma départemental de coopération intercommunale (SDCI), a intégrée l'Agglomération du Choletais le 1er janvier 2017.

## Population et société

### Démographie

#### Évolution démographique
L'évolution du nombre d'habitants est connue à travers les recensements de la population effectués dans la commune depuis sa création.

En 2022, la commune comptait 7 722 habitants, en évolution de −2,03 % par rapport à 2016 (Maine-et-Loire : +2,12 %, France hors Mayotte : +2,11 %).
| 2014  | 2015  | 2020  | 2022  |
| ----- | ----- | ----- | ----- |
| 7 849 | 7 858 | 7 748 | 7 722 |

#### Pyramide des âges
La population de la commune est relativement âgée. En 2018, le taux de personnes d'un âge inférieur à 30 ans s'élève à 32,4 %, soit un taux inférieur à la moyenne départementale (37,2 %). À l'inverse, le taux de personnes d'un âge supérieur à 60 ans (31,2 %) est supérieur au taux départemental (25,6 %).
En 2018, la commune comptait 3 936 hommes pour 3 894 femmes, soit un taux de 50,27 % d'hommes, supérieur au taux départemental (48,63 %).
Les pyramides des âges de la commune et du département s'établissent comme suit :
| Hommes | Classe d’âge | Femmes |
| ------ | ------------ | ------ |
| 0,9    | 90 ou +      | 2,2    |
| 9,5    | 75-89 ans    | 12,8   |
| 18,0   | 60-74 ans    | 19,0   |
| 20,9   | 45-59 ans    | 19,1   |
| 17,1   | 30-44 ans    | 16,0   |
| 14,5   | 15-29 ans    | 13,0   |
| 19,2   | 0-14 ans     | 17,9   |

| Hommes | Classe d’âge | Femmes |
| ------ | ------------ | ------ |
| 0,9    | 90 ou +      | 2,1    |
| 7      | 75-89 ans    | 9,5    |
| 16,2   | 60-74 ans    | 16,9   |
| 19,4   | 45-59 ans    | 18,7   |
| 18,2   | 30-44 ans    | 17,5   |
| 18,8   | 15-29 ans    | 17,6   |
| 19,5   | 0-14 ans     | 17,6   |

### Enseignement
Présence dans la commune de plusieurs établissements scolaires. Enseignement primaire (écoles maternelles et élémentaires) : école privée Notre-Dame aux Cerqueux-sous-Passavant, école Jean-de-la-Fontaine à Nueil-sur-Layon, école privée Saint-Joseph à Nueil-sur-Layon, école privée Notre-Dame à Saint-Hilaire-du-Bois, école maternelle du regroupement pédagogique intercommunal (RPI) de Tigné, La Fosse-de-Tigné et Tancoigné, école privée Saint-Joseph à Tigné, école Camille-Claudel à Vihiers, école privée Saint-Jean à Vihiers, école privée Saint-Joseph au Voide. Enseignement secondaire (collèges) : collège public de La Vallée-du-Lys à Vihiers et collège privé Saint-Jean à Vihiers.

### Santé
Un pôle santé est présent à Vihiers. Il compte plusieurs professionnels de la santé, dont six médecins généralistes, trois infirmières, une sage-femme, quatre masseurs-kinésithérapeutes, etc.
Un hôpital local se situe également à Vihiers, permettant des soins de proximité par exemple après une intervention chirurgicale ou encore lors de traitement de pathologies chroniques et de cancers. Un établissement d'hébergement pour personnes âgées dépendantes (EHPAD) et une unité de soins de longue durée (USLD) complètent le dispositif.

### Vie sociale
Plusieurs services sont disponibles à Lys-Haut-Layon comme des animations du centre socioculturel (Le Coin de la Rue), des portages de repas à domicile, une aide à domicile en milieu rural (ADMR) et un accueil des personnes en situation de handicap.
Des activités de loisirs sont présentes dans la commune grâce à des installations comme le cinéma, les trois bibliothèques, une zone Anjou Actiparc, et pour le sport, la piscine, des salles de sports et des terrains,.

## Économie
Présence de plusieurs commerces et d'un marché hebdomadaire.[réf. nécessaire]
La commune compte une unité de méthanisation dont la biomasse est fournie par un groupe de 47 agriculteurs. En fonctionnement depuis 2017, la cogénération biogaz produit de l'électricité et alimente un réseau de chaleur desservant un collège et des bâtiments municipaux.
Plusieurs parcs éoliens sont installés,d'autres en projet à Nueil sur Layon. Le plus ancien parc éolien a été installé à Tigné en 2017.[réf. nécessaire]

## Culture locale et patrimoine

### Lieux et monuments
La commune compte quatre monuments historiques, un monument classé à Vihiers (château du Coudray-Montbault) et trois monuments inscrits à Tigné (chapelle Sainte-Anne de Tigné, château du Grand-Riou, manoir de la Roche-Coutant).
Le château Maupassant situé dans la commune fait partie du patrimoine de Vihiers. Il accueille chaque année le feu d'artifice lors de la fête nationale. Il accueille aussi, de temps en temps, des concerts musicaux, des expositions, des pièces de théâtre et le marché Saint-Nicolas au mois de décembre.